# 布赖恩·道金斯
布赖恩·道金斯（英語：Brian Dawkins），1973年10月13日—），美式足球安全卫，现效力于国家橄榄球联盟的丹佛野马队。他大学时在克莱门森大学打球，1996年被费城老鹰队在第二轮选中。此后他在老鹰队效力13个赛季，2009年转会至野马队。
道金斯曾九次入选明星碗，还曾入选费城老鹰75周年明星队、NFL 2000年代明星队，并且是20/20俱乐部（20擒杀、20截球）俱乐部的一员。